# Administration des douanes et accises (Belgique)
Pour les articles homonymes, voir Administration des douanes et accises.
L'administration générale des douanes et accises (en néerlandais: administratie der douane en accijnzen) est la dénomination officielle du services des douanes de Belgique. Elle dépend actuellement du Service public fédéral Finances.

## Compétences

### Habilitation douanière
L'administration des douanes est chargée de la surveillance de l'importation, de l'exportation et du transit des marchandises ; ainsi que de la perception des droits d'accises.

### Compétences de droit commun
Les douanes sont également compétentes dans certaines matières de droit commun.
En particulier, les douaniers belges sont habilités à contrôler le respect de l'entièreté du Code de la route, et des règlements pris pour l'application des lois sur la circulation routière. Les douaniers sont les seuls fonctionnaires en dehors des services de police habilités à faire appliquer l'entièreté du Code de la route sur l'ensemble du territoire belge.

## Histoire

### Contrôles

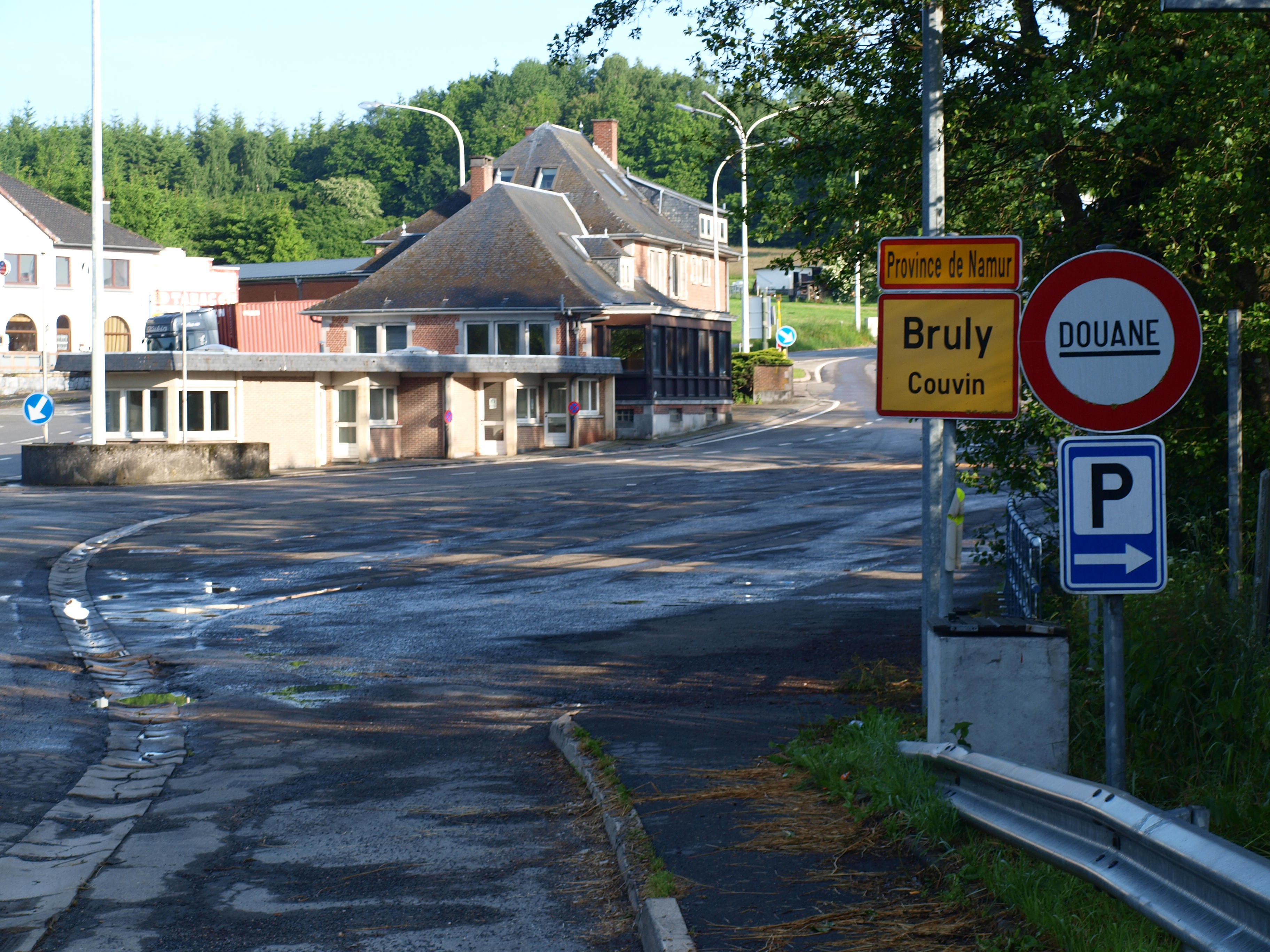
Ancien poste-frontière au Brûly, dans la province de Namur.

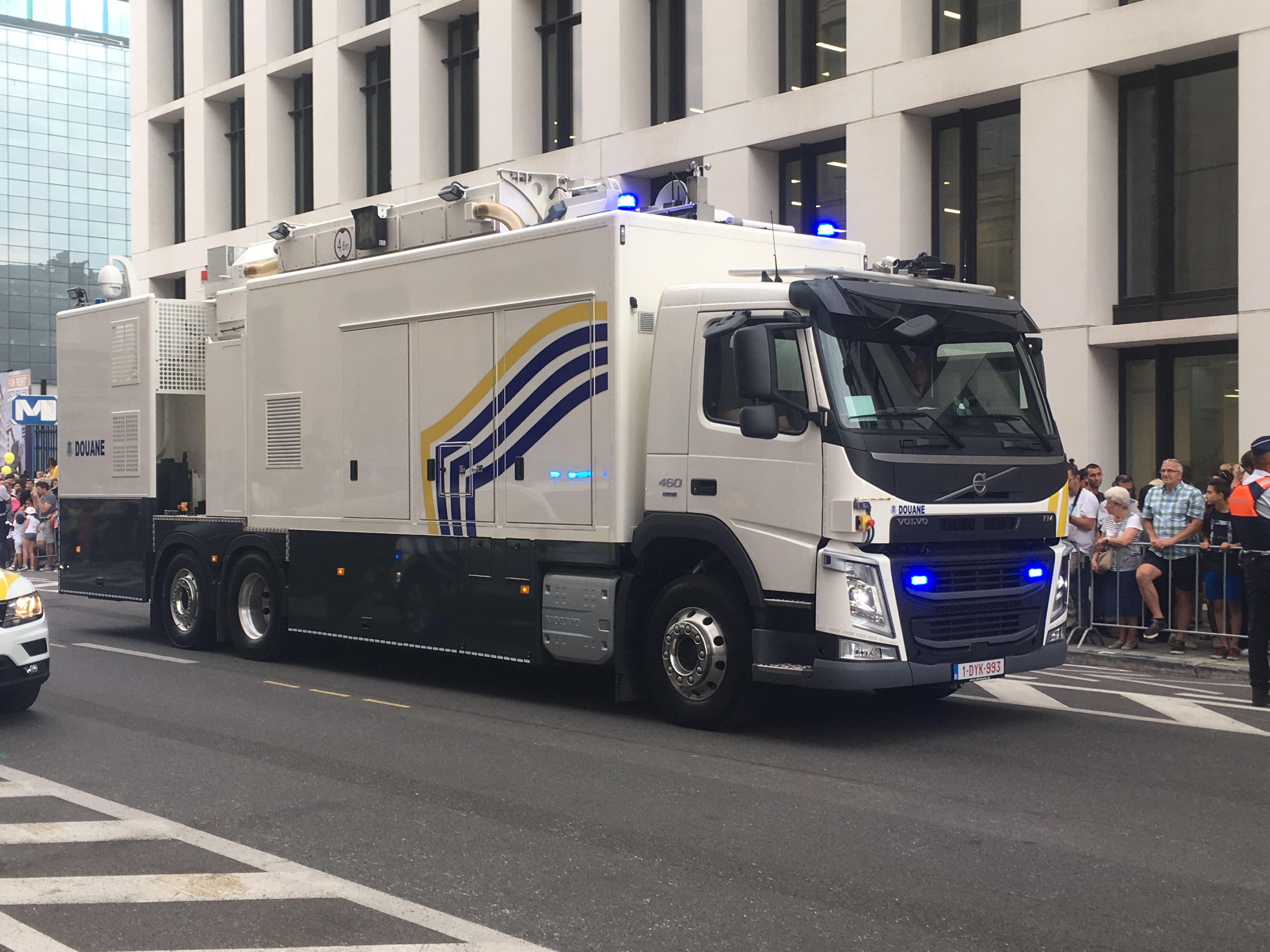
Scanner mobile à rayons X.

Les douanes opèrent depuis les points d'entrée du territoire belge comme les cinq aéroports internationaux (Anvers, Bruxelles, Charleroi, Liège et Ostende) ainsi que dans les quatre ports principaux que sont Anvers, Ostende, Zeebruges ainsi que le Port autonome de Liège et le Liège Trilogiport considérés par la douane comme des ports maritimes bien qu'ils soient fluviaux.
En ce qui concerne les routes, il n'existe plus de poste-frontière en activité depuis les années 1990 et l’entrée en vigueur de la libre circulation des biens et des personnes à la suite de la création de l'Espace Schengen, mais le travail s'effectue par des patrouilles dites « volantes », au moyen de véhicules.

### Véhicules
Les personnels en service actif (Brigade motor (EMT) et services E&R) sont équipés de véhicules prioritaires (munis donc de gyrophare et sirène : code 3) strippés aux couleurs des Douanes ou banalisés.

### Armement
Une partie des fonctionnaires assermentés de l'administration des douanes et accises portent une arme de service, à savoir un HK SFP9, une bombe aérosol anti-agression, des menottes ainsi qu'une matraque. Il s'agit des fonctionnaires en service actif dans les entités mobiles (EMT), dans les services d'enquêtes et recherches (E&R) ainsi que ceux étant situés dans les aéroports.
Les fonctionnaires des douanes armés sont équipés de gilets pare-balles (marqués "DOUANE" ou à port discret).
Les personnels interviennent en uniforme et en civil. Le port d'arme est autorisé en civil pour les fonctionnaires d'E&R. Il est également possible pour le personnel des brigades motorisées sur autorisation.
Les fonctionnaires des brigades motorisées et des services de recherche utilisent également des Steyr AUG .
Contrairement aux policiers, les fonctionnaires des Douanes en service actif ont le droit - par l'effet de la loi - de ramener leur arme de service à leur domicile.
Ces unités utilisent le service de communication ASTRID.

## Personnel
Pour intégrer l'administration générale des Douanes et accises, il y a lieu de réussir un concours via le SELOR.

### Fonctions et insignes (*)
| Insigne | Niveau | Titre                       |
| ------- | ------ | --------------------------- |
|         | D      | Collaborateur administratif |
|         | D      | Collaborateur financier     |

| Insigne | Niveau | Titre                   |
| ------- | ------ | ----------------------- |
|         | C      | Assistant administratif |
|         | C      | Assistant financier     |

| Insigne | Niveau | Titre            |
| ------- | ------ | ---------------- |
|         | B      | Expert financier |
|         | B      | Expert fiscal    |

| Insigne | Niveau | Titre   |
| ------- | ------ | ------- |
|         | A1     | Attaché |
|         | A2     | Attaché |

| Insigne | Niveau | Titre              |
| ------- | ------ | ------------------ |
|         | A3     | Conseiller         |
|         | A4     | Conseiller général |

| Insigne | Niveau | Titre                  |
| ------- | ------ | ---------------------- |
|         | A5     | Administrateur         |
|         | AG     | Administrateur général |

## Dans la culture populaire
- Rien à déclarer, film sorti en 2010.

## (*) Source
Les tableaux sont basés sur le travail de Histarius à la page en néerlandais : "Algemene Administratie Douane en Accijnzen (Verschillende graden binnen de AAD&A)".